# العلاقات الأوزبكستانية المجرية
العلاقات الأوزبكستانية المجرية هي العلاقات الثنائية التي تجمع بين أوزبكستان والمجر.

## مقارنة بين البلدين
هذه مقارنة عامة ومرجعية للدولتين:
| وجه المقارنة                                              | أوزبكستان       | المجر                                                       |
| --------------------------------------------------------- | --------------- | ----------------------------------------------------------- |
| المساحة (كم2)                                             | 448.98 ألف      | 93.04 ألف                                                   |
| عدد السكان (نسمة)                                         | 32.39 مليون     | 9.78 مليون                                                  |
| الكثافة السكانية (ن./كم²)                                 | 72.14           | 105.12                                                      |
| العاصمة                                                   | طشقند           | بودابست                                                     |
| اللغة الرسمية                                             | اللغة الأوزبكية | لغة مجرية                                                   |
| العملة                                                    | سوم أوزبكستاني  | فورنت مجري                                                  |
| الناتج المحلي الإجمالي (بليون دولار)                      | 48.72 مليار     | 139.14 مليار                                                |
| الناتج المحلي الإجمالي (تعادل القوة الشرائية) بليون دولار | 190.50 مليار    | 260.42 مليار                                                |
| الناتج المحلي الإجمالي الاسمي للفرد دولار أمريكي          | 2.13 ألف        | 12.36 ألف                                                   |
| الناتج المحلي الإجمالي للفرد دولار أمريكي                 | 5.57 ألف        | 25.07 ألف                                                   |
| مؤشر التنمية البشرية                                      | 0.675           | 0.828                                                       |
| رمز المكالمات الدولي                                      | +998            | +36                                                         |
| رمز الإنترنت                                              | .uz             | .hu                                                         |
| المنطقة الزمنية                                           | ت ع م+05:00     | ت ع م+01:00، ت ع م+02:00، أوروبا/بودابست ‏، توقيت وسط أوروبا |

## منظمات دولية مشتركة
يشترك البلدان في عضوية مجموعة من المنظمات الدولية، منها:
| علم المنظمة | اسم المنظمة                               | تاريخ انضمام أوزبكستان | تاريخ انضمام المجر |
| ----------- | ----------------------------------------- | ---------------------- | ------------------ |
|             | مؤسسة التنمية الدولية                     | 24 سبتمبر 1992         | 29 أبريل 1985      |
|             | يونسكو                                    | 26 أكتوبر 1993         | 14 سبتمبر 1948     |
|             | وكالة ضمان الاستثمار متعدد الأطراف        | 4 نوفمبر 1993          | 21 أبريل 1988      |
|             | الأمم المتحدة                             | 2 مارس 1992            | 14 ديسمبر 1955     |
|             | الفريق المعني برصد الأرض                  | ?                      | ?                  |
|             | الاتحاد البريدي العالمي                   | ?                      | ?                  |
|             | البنك الدولي للإنشاء والتعمير             | 21 سبتمبر 1992         | 7 يوليو 1982       |
|             | الاتحاد الدولي للاتصالات                  | 10 يوليو 1992          | 1866               |
|             | منظمة حظر الأسلحة الكيميائية              | ?                      | ?                  |
|             | مؤسسة التمويل الدولية                     | 30 سبتمبر 1993         | 29 أبريل 1985      |
|             | المركز الدولي لتسوية المنازعات الاستشارية | 25 أغسطس 1995          | 6 مارس 1987        |
|             | منظمة الشرطة الجنائية الدولية             | ?                      | ?                  |
|             | منظمة الأمن والتعاون في أوروبا            | 30 يناير 1992          | 25 يونيو 1973      |

## وصلات خارجية
- موقع وزارة الخارجية الأوزبكستانية
- موقع وزارة الخارجية المجرية